# Max Ephraim
Max Menachem Ephraim (* 22. August 1898 in Posen; † 25. August 1942 in Babylon (New York)) war von 1932 bis 1938 der letzte Rabbiner des Distriktsrabbinats Bad Kissingen.

## Leben
Max Ephraim war der Sohn des Kaufmanns Moritz Ephraim in Posen und seiner Ehefrau Mina. Er studierte zunächst 1915/16 oder 1916/17 am Rabbinerseminar in Berlin und wurde auch noch im Ersten Weltkrieg zum Militär eingezogen.
Ephraim war Rabbiner in Burgpreppach, bevor er nach einstimmigem Beschluss der Bezirksgemeinden Ende September 1932 die Amtsnachfolge des Rabbiners Dr. Seckel Bamberger in Bad Kissingen antrat. Bei seiner feierlichen Amtseinführung, nur vier Monate vor Hitlers Machtergreifung, gelobte ihm der Bad Kissinger Oberbürgermeister Dr. Max Pollwein im Namen aller städtischen Behörden, man werde ihn als neuen Rabbiner „nach jeder Richtung hin unterstützen“. Doch unmittelbar mit der Machtergreifung begann schon im Januar 1933 auch in Bad Kissingen unter demselben Oberbürgermeister die Ausgrenzung und Entrechtung der jüdischen Einwohner.
Als Ephraim gemeinsam mit Stadtrat Nathan Bretzfelder, Vorsteher der jüdischen Kultusgemeinde, in Schweinfurt einen jüdischen Rechtsanwalt wegen der Verhaftung von acht Kissinger Juden aufsuchen wollten, wurden beide verhaftet und in Schutzhaft genommen. Am 19. März 1933 ordnete das Bezirksamt Schweinfurt beim Bezirksamt Bad Kissingen eine „gründliche Durchsuchung“ u. a. auch bei Distriktsrabbiner Ephraim an und erteilte Weisung eine Brief- und Telegrammsperre zu verhängen und die Ferngespräche zu überwachen, da „der Verdacht der Kapitalverschiebung ins Ausland“ bestehe. Die Durchsuchung verlief ergebnislos.
Auch am 10. November 1938 wurde Ephraims Wohnung in dessen Abwesenheit erneut durchsucht – wieder ergebnislos. Er hatte sich Ende September, also nur wenige Wochen vor den Novemberpogromen von 1938, zu einer Reise in die USA abgemeldet, von der er nicht mehr zurückkehrte. Er starb bereits am 25. August 1942, nur drei Tage nach seinem 44. Geburtstag, in Babylon (US-Bundesstaat New York), wo er zuletzt im Temple Beth Sholem tätig war.
Ephraim war verheiratet mit Erna Wreschner (* 1900; † ?? in den USA), Tochter des Leopold Wreschner, Rabbiner in Bad Homburg vor der Höhe. Sie folgte ihrem Ehemann Anfang 1939 über Frankfurt am Main nach New York City.